# John West
John West (Den Haag, 23 juni 1988) is een Nederlands zanger.
In oktober 2007 kwam zijn eerste single Weet wat je begint uit. In maart 2008 kwam de opvolger Verliefdheid uit, die geschreven is door Kees Tel. Beide singles werden een hit in de top 100. Zijn platenmaatschappij is sinds 2007 Yim Records. West trad in 2012 op in de Amsterdam ArenA tijdens de Halftimeshow van de concertreeks van de Toppers. In 2015 deed hij mee met de talentenjacht Bloed, zweet & tranen op SBS6. West had hits in samenwerking met Lange Frans, waaronder de singles "Blijf bij mij" en "Lekkerding".
In juni 2022 ontving hij een platina award voor 17.2 miljoen streams op zijn single 'Jouw Blik'. In november 2022 was West gastartiest tijdens de concerten van De Toppers in de Johan Cruijff ArenA.
In 2023 was West te zien in het televisieprogramma DNA Singers waarin hij samen met zijn moeder zong. In 2025 was hij gastartiest in het televisieprogramma Het Holland Huis. In datzelfde jaar deed West mee aan het televisieprogramma De kwis met ballen VIPS.

## Discografie

### Nummers met notering(en) in een hitlijst
| Lied                                                           | Verschijnen      | Album | Hitlijsten  | Hitlijsten  | Hitlijsten   | Hitlijsten   | Opmerkingen |
| Lied                                                           | Verschijnen      | Album | NL (Top 40) | NL (Top 40) | NL (Top 100) | NL (Top 100) | Opmerkingen |
| Lied                                                           | Verschijnen      | Album | Piek        | Weken       | Piek         | Weken        | Opmerkingen |
| -------------------------------------------------------------- | ---------------- | ----- | ----------- | ----------- | ------------ | ------------ | ----------- |
| Zou dit dan liefde zijn                                        | 13 november 2012 | —     | —           | —           | 71           | 2            |             |
| Jouw blik (2015)                                               | 2015             | —     | —           | —           | 84           | 9            |             |
| Vannacht slaap jij bij mij (met Afro Bros, Monq en Billy Dans) | 28 juni 2024     | —     | 34          | 6           | 18           | 18           |             |
| Wereldwonder (met LA$$A, Poke en Billy Dans)                   | 2 mei 2025       | —     | tip1        | —           | 27           | 15*          |             |